# Rasa (fantastyka)

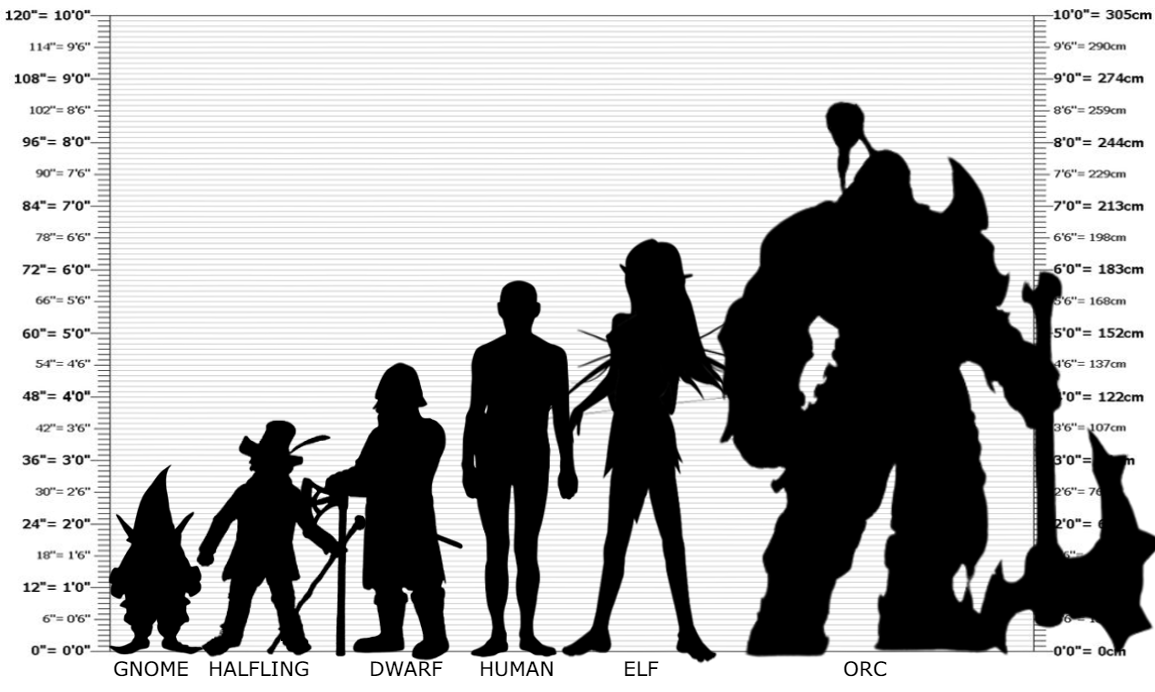
Wykres pokazujący porównanie rozmiarów różnych ras (fantasy)

Rasa w fantastyce może oznaczać nie tylko rasę człowieka, lecz także gatunek lub podgatunek istot humanoidalnych. Podział istot na rasy wykorzystywany jest m.in. do klasyfikacji postaci gracza w grach fabularnych, np. Dungeons & Dragons.
Przykłady ras pojawiających się w fantasy:
- gnom
- niziołek
- krasnolud
- elf
- ogr
- ork
- goblin
- troll

## Gry fabularne
W grach fabularnych rasa oznacza najczęściej gatunek, w który może się wcielić postać gracza. W starszych edycjach Dungeons & Dragons główne nie-ludzkie rasy (krasnolud, elf, gnom, niziołek i półelf) były nazywane demi-humans (z ang. pół-ludzie).

## Rasa czy gatunek?
W często używanej definicji gatunku wymagane jest, by osobniki należące do tego samego gatunku mogły rozmnażać się i wydawać na świat płodne potomstwo, natomiast nie jest to możliwe pomiędzy osobnikami różnych gatunków. Niestety sprawa nie jest taka prosta, gdyż są na przykład informacje o płodnych mułach. Dodatkowo w literaturze fantasy (począwszy od czasów Tolkiena aż do dziś) występuje wielka mnogość różnego rodzaju pół-ras (półelfy, połączenie człowieka i elfa; półorkowie, połączenie człowieka i orka). 
W książce Terry’ego Pratchetta Ciekawe czasy padło określenie gatunkizm, żartobliwie użyte w kontekście dyskryminacji krasnoludów. Jest to argument przemawiający za  gatunkiem.